# AYA
〈AYA〉는 마마무의 10번째 미니 앨범 《TRAVEL》의 타이틀곡이다.

## 개요
타이틀 곡 <AYA>는 아라비아풍 플루트 사운드가 전반적인 분위기를 이끌고 여기에 레게 리듬이 더해져 한 층 더 그루비하고 이국적인 사운드가 돋보이는 곡이다. 특히 한 곡 안에 다양한 변주를 녹여내어 드라마틱하고 화려한 퍼포먼스를 더욱 빛냈다. 뿐만 아니라 변해버린 사랑은 마치 ‘썩은 이빨’과도 같으니, 그런 ‘썩은 이빨’은 뽑아내야 한다는 독창적이고 강렬한 비유적 표현을 쓴 가사가 공감을 이끌어낸다.